# Bruce Kulick
Bruce Howard Kulick (New York, 12 dicembre 1953) è un chitarrista statunitense, noto per essere stato membro della rock band dei Kiss.
Bruce è il fratello minore di Bob Kulick, anch'egli chitarrista, il quale doveva entrare a far parte dei Kiss prima che gli venisse preferito Ace Frehley.

## Biografia
Il suo esordio musicale avvenne sul finire degli anni settanta, suonando nel "Bat Out of Hell" tour di Meat Loaf tra il 1977 e il 1978, in seguito suonò in una band chiamata The Good Rats, incidendo anche un album. Nel 1979 fondò un gruppo, i Blackjack, assieme a Michael Bolton. La formazione pubblicò solamente due dischi, uno omonimo e Worlds Apart, e dopodiché, Kulick suonò in un lavoro solista di Bolton, l'omonimo Michael Bolton.
Questa collaborazione venne notata dai Kiss, i quali persero Mark St. John, ritiratosi per motivi di salute, e la band di Paul Stanley reclutò Bruce. Il suo lavoro con i Kiss durò più di dieci anni, pubblicando album di buon successo commerciale come Asylum, Crazy Nights e Revenge. Il suo contributo nel gruppo fu di elevata qualità, grazie alla sua tecnica indiscussa, che gli permise di reggere il confronto con i suoi predecessori, ovvero St.John, Vinnie Vincent e il più blasonato Ace Frehley.
La collaborazione con i Kiss terminò nel 1996 dopo la pubblicazione dell'album Carnival of Souls: The Final Sessions, dato che la band si riunì con la formazione originaria (in realtà, Kulick comparve anche nei crediti del successivo disco, Psycho Circus). In seguito Bruce fondò un altro gruppo, gli Union, assieme a John Corabi, ex cantante dei Mötley Crüe. Inoltre intraprese una propria attività solista, pubblicando, fino ad ora, tre dischi, Audio Dog, Transformer e BK3.
Da ricordare anche il contributo di Kulick nell'album Rockology del batterista Eric Carr, suo collega quando militava nei Kiss e tragicamente scomparso per emorragia cerebrale nel 1991. Il disco uscì nel 1999, otto anni dopo la morte di Carr. Il chitarrista, ultimamente, ha collaborato anche negli album solisti dei due membri fondatori dei Kiss, Paul Stanley e Gene Simmons, ed è stato ospite nell'album The Arockalypse dei Lordi.

## Discografia
Solista
- 2001 - Audio Dog
- 2003 - Transformer
- 2010 - BK3

Con i Kiss
- 1985 - Asylum
- 1987 - Crazy Nights
- 1988 - Smashes, Thrashes & Hits
- 1989 - Hot in the Shade
- 1992 - Revenge
- 1993 - Alive III
- 1996 - Kiss Unplugged
- 1997 - Carnival of Souls: The Final Sessions

Con gli Union
- 1998 - Union
- 1999 - Union Live in the Galaxy
- 2000 - The Blue Room

 Con gli ESP 
- 1998 - Lost and Spaced
- 1999 - Lost and Spaced special edition
- 2006 - Live in Japan

 Con Mike Katz, Guy Bois 
- KKB 1974 (2008)
- Got to Get Back (2015)

 Con Rosetta 
- Where's My Hero (1980)

 Con Billy Squier 
- The Tale of the Tape (1980)

 Con Blackjack 
- Blackjack (1979)
- Worlds Apart (1980)

 Con The Good Rats 
- Great American Music (1981)
- Tasty Seconds (1996)
- Blue Collar Rats (2012)

 Con Michael Bolton 
- Michael Bolton (1983)
- Everybody's Crazy (1985)
- The Hunger (1987)

 Altro lavoro 
- The Andrea True Connection - Don Kirschner's Rock Concert performance in Los Angeles, California (1976)
- Meat Loaf - Live (My Father's Place) (Promo-LP) (1978)
- Michael Wendroff – Kiss the World Goodbye (1978)
- Philippe Saisse - Fighting For Life (1981)
- Stevie – Gypsy! (1984)
- Maria Vidal - Self-titled album (1987)
- Ronnie Spector – Unfinished Business (1987)
- Electric Angels - 3 track demo (1988)
- Paul Dean - Hardcore (1988)
- Don Johnson – Let It Roll (1989)
- Shocker Original Soundtrack - No More Mr. Nice Guy - the Music (1989)
- Shocker The Music - A Shocking Sampler (promo EP) (1989)
- Silent Rage - Don't Touch Me There (1989)
- Skull – No Bones About It (1991)
- Guitar's Practicing Musicians – Vol. II (1991)
- Blackthorne – Afterlife (1993)
- Christine Lunde - Bruce Kulick recording sessions (1995-1997)
- Murderer's Row - Self-titled album (1996)
- Tribute to Queen – Dragon Attack (1996) chitarra solista "Save Me"
- Rod Stewart Tribute - Forever Mod (1997)
- V/A - Return of the Comet: A Tribute to Ace Frehley (1997)
- C. Appice's Guitar Zeus - Channel Mind Radio (1998)
- Garbo Talks - Self-titled album (1998)
- Mark Mangold – Mystic Healer (1998)
- Laidlaw - Sample This EP (1998)
- Eric Carr - Rockheads EP (1999)
- Shameless – Backstreet Anthems (1999)
- Graham Bonnet – The Day I Went Mad (1999)
- Boot Camp – As You Were (1999)
- Van Halen Tribute - Hot For Remixes (1999)
- Laidlaw - First Big Picnic (1999)
- Eric Carr – Rockology (1999) Prodotto da Bruce Kulick.
- Shameless – Queen 4 a Day (2000)
- Tribute to Van Halen – Little Guitars (2000) Prodotto da Bob Kulick.
- Ozzy Osbourne Tribute – A Tribute to Ozzy: Bat Head Soup (2000)
- Bret Michaels – A Salute to Poison (American band): Show Me Your Hits" (2000)
- A Tribute to Metallica – Metallic Assault (2000)
- Orrin Bolton - Freedom (2000)
- Queen Tribute - Stone Cold Queen (2001)
- Aerosmith Tribute - Let The Tribute do the Talkin' (2001)
- Meat Loaf – Bat Out of Hell (re-issue; 2001) chitarra su tracce live bonus.
- Vai/Satriani Tribute - Lords of Karma (2002)
- Bonfire - 29 Golden Bullets (2002)
- Todd Rundgren - And His Friends (2002)
- Shameless - Splashed (2002)
- Sweet Tribute - Sweet F.A. (2002)
- Pink Floyd Tribute – An All-Star Lineup Performing the Songs of Pink Floyd (2002)
- Todd Rundgren – Re-Mixes (2003)
- Tim Cashion - Wake On Up (2003)
- Rolando D'Lugo - Pasos (2003)
- Chris Catena – Freak Out (2003)
- Sweet Tribute - According to Sweden (2004)
- Kanye West - College Dropout (2004)
- Kiss Tribute – Spin The Bottle (2004)
- Gene Simmons – Asshole (2004)
- AC/DC Tribute - We Salute You (2004)
- Metallica Tribute - Metallic Attack (2004)
- Birgit - Control (2004)
- Audiovision - The Calling (2005)
- An All-Star Tribute to Shania Twain (2005)
- Gods of Thunder - A Norwegian Tribute (2005)
- Shirleys Temple - Guinea Pigs (2005)
- Bruce and Bob Kulick – KISS Forever (2005) KISS Instructional DVD
- Tribute to Iron Maiden – Numbers from the Beast (2005) Chitarra nella canzone Can I Play With Madness.
- An All-Star Tribute to Cher (2005)
- Radioactive - Taken (2005)
- Birgit - Sticky Tales (2005)
- Lordi – The Arockalypse (2006) - chitarra solista "It Snows in Hell"
- Jill Jenson - Self-titled album (2006)
- 80s Metal Tribute to Van Halen (2006)
- Paul Stanley – Live to Win (2006)
- Butchering the Beatles - BEATLES Tribute (2006)
- Lordi - It Snows in Hell (CD single) (2006)
- Lordi - It Snows in Hell (DVD video single) (2006)
- Six Hours - Self-titled album (2006)
- Lion's Share - Emotional Coma (2007)
- Chris Catena - Booze, Brawds and Rockin Hard (2007)
- Frankie Banali & Friends - 24/7/365 A Tribute to Led Zeppelin (2007)
- Waiting 4 Wyatt - Nowhere But Up (2007)
- Thomas Ian Nicholas - Without Warning (2008)
- Michael Schenker – Doctor Doctor: The Kulick Sessions (2008)
- YAYO - the demo's (2008)
- Led Box – The Ultimate Led Zeppelin Tribute: Dazed & Confused (2008)
- Chris Catena – Discovery (2008)
- Amanda Marsh - I Wanna Be Where You Are (2008)
- Silent Rage - Four Letter Word (2008)
- Faith Circus - Self-titled album (2008)
- We Wish You a Metal Xmas and a Headbanging New Year (2008)
- Northern Light Orchestra - The Spirit of Christmas (2008)
- Don Saint-Thomas - The Human Nation (2009)
- Balance – Equilibrium (2009)
- Thomas Nicholas - Without Warning Acoustic (2009)
- Chris Laney - Pure (2009)
- Channel Theory - These Things (2009)
- Tim Ripper Owens - Play the Game (2009)
- Guitar Zeus - Conquering Heroes (2009)
- Northern Light Orchestra - The Spirit of Christmas (2009)
- Sebastian Gava - Spanish Version (2009)
- The Dead Elvi - A Taste of Blood ! (2010)
- Marina V. - The Star (2010)
- Avantasia – The Wicked Symphony (2010)
- Avantasia – Angel of Babylon (2010)
- Sapgir - Lapse of Time (2010)
- Sebastian Gava - English Version (2010)
- Chris Laney - Only Come Out at Night (2010)
- Mark Sweeney - All In (2010)
- Rockstar Superstar Project - Serenity (2010)
- Lordi – Babez for Breakfast (2010) - chitarra solista "Call Off The Wedding"
- Northern Light Orchestra - Celebrate Christmas (2010)
- Eric Carr – Unfinished Business (2011)
- John Corabi - Unplugged (2012)
- Don Saint-Thomas - Never Say Never (2012)
- Avantasia – The Mystery of Time (A Rock Epic) (2013)
- Tomas Bergsten's Fantasy – Caught in the Dark (2013)
- Mocassin Creek - The Big Dawgs EP (2013)
- H. P. Lovecraft Historical Society – Dreams in the Witch House – A Lovecraftian Rock Opera (2013)
- Michael Jackson Tribute – Thriller: A Metal Tribute to Michael Jackson (2013)
- Andrew London – When I Saw Your Ghost (2013)
- Lisa Lane and Himself - I Dreamed of You (2014)
- DJ Peace – Do You Love Me? (Tribute to KISS) (2014)
- Andrew London - Hard Light (2014)
- Captain Black Beard - Before Plastic (2014)
- Randy Rhoads Tribute – Immortal Randy Rhoads: The Ultimate Tribute (2015)
- The Fantastic Four - Vol. 2 (2015)
- Dreams in the Witch House - The Refuge of Penitence (featuring Bruce Kulick) (2015)
- Andrew London - American Summer (2015)
- Paco Ventura Black Moon – En tu piel (2015)
- Dreams in the Witch House - Signum Crucis: Unholy Mutation (2016)
- Avantasia – Ghostlights (2016)
- Dreams in the Witch House - Madness Is My Destiny (Orchestral Version) (2016)
- Lita Ford – "Time Capsule"- "Rotten to the Core" (2016)
- Wally Wingert and Bruce Kulick - Ruby (Don't Take Your Love to Town) (2016)
- Sebastian Gava - Uncensored (2016)
- Robert Haglund - I Wanna Be Somebody (2016)
- Blackthorne - Don't Kill the Thrill (2016)
- Sky of Forever - Self-titled album (2016)
- Sisters Doll - All Dolled Up (2017)
- Bobby Kimball - Mysterious Sessions (2017)
- Lisa Lane Kulick - If I Could Show You (2017)
- Cronzell - Rock & Roll Keeps You Young (2017)
- Dreams in the Witch House - Fevered Dreams from the Witch House (2017)
- The Wires - Tonight (2017)
- Bob Kulick (1950-2020) - Skeletons in the Closet (2017)
- Debby Holiday - Free2B (2017)
- Northern Light Orchestra - Star of the East (2017)
- Gene Simmons - The Vault: Bruce Kulick Related (2018)
- ZooParty - Lardass (2018)
- Pan Rocks - Project LA (EP) (2018)
- Robert Haglund - You Matter to Me (2018)
- RebelStar - All Messed Up (single) (2018)
- Darren Phillips Project - My Last Breath (2018)
- ColdTears – "Silence Them All (2018) sólová kytara na "Miracle"
- Skull - II - Now More Than Ever (2018)
- Thomas Zwijsen - Nylon Metal (2018)
- Blue Ruin - Green River Thriller (2018)
- Mike Dalager - Star Spangled Banner (2018)
- Marius Danielsen - Valley Doom Part 2 (2018)
- Douglas Blair - The First Noel (2018)
- Avantasia - The Rock Hard EP (2019)
- Dreams in the Witch House - Sanitarium (2019)
- Jason Mapes - The Devil Plays Guitar (2019)
- Dreams in the Witch House - Penitentiary (2019)
- Blackthorne - Anthology, 3CD Box (2019)
- Velvet Insane - A Brand New Start (2019)
- Wolfpakk - Nature Strikes Back (2020)
- Marty and the Bad Punch - Walk a Straight Line (2020)
- Guitars Against COVID-19 (Coronavirus) - Synchroncity II (2020)
- Kuarantine feat. Chris Jericho - Heart of Chrome (2020)
- The Connected Isolation Project - Modern World (2020)
- Patrick James Band - Unite Together (2020)
- At the Movies - Movie Hits of the 80's (2020)
- Ace Frehley – Origins Vol. 2 – chitarra solista "Manic Depression" (2020)
- Chris Manning - Destination (2020)
- East Temple Avenue - Both Sides of Midnight (2020)
- Phil Proietti - A Tribute to KISS (2020)
- Bruce Kulick, Paulie Z, Gabriel Connor - I Still Love You (2021)
- Shameless - Live Your Dream (2021)
- Reggae Kiss - Tears are Falling (2021)
- Mark Peace Thomas - Rock Star Delusion (2021)
- Bruce Kulick and Eric Singer - Heaven (2021)
- Reggae Kiss - Remasked (2021)
- Balance - The World I Used to Know (2021)
- Martin Motnik - Dream Chaser (2021)
- Guitar Zeus - 25th Anniversary Box Set (2021)
- Various Artists - Carr Jam 21 (EP) (2022)
- Shameless - So Good, You Should (2022)
- Highway Sentinels - The Waiting Fire (2022)
- Various Artists - The Metal Hall of Fame All-Stars - chitarra solista "Worlds Apart" (2023)
- Supremacy - Influence - chitarra solista "Mr. Big Shot" (2023)
- Chris Manning - Reach the Sky - chitarra solista "Fly Over the Walls" (2023)
- Dario Imaz - Vox Popurri - Vol. I - chitarra solista "Ciudad Tóxica" (2023)

## DVD
- Union - Do Your Own Thing Live (2005)